# Associação Atlética Campo Limpo Paulista
A Associação Atlética Campo Limpo Paulista foi um clube brasileiro de futebol da cidade de Campo Limpo Paulista, interior do estado de São Paulo. Suas cores eram vermelho, verde e branco. O clube atualmente se encontra inativo.

## História
A clube foi fundado em 1980 e estreou em 1981, na Terceira Divisão. Em 1982 foi promovida para a Segunda (atual A-2) mas licenciou-se das competições profissionais no ano seguinte.